# Guillermo Millán
Guillermo Milian Florez, más conocido como Guillermo Milian, (4 de agosto de 1993) es un jugador de balonmano uruguayo que juega de extremo derecho en la Scuola Italiana. Es internacional con la selección de balonmano de Uruguay.
Milian formó parte de la selección uruguaya en el Campeonato Mundial de Balonmano Masculino de 2021, en el que su selección participaba por primera vez.
Participó con la selección uruguaya en las siguientes competencias internacionales:
- Odesur Bolivia 2018
- Panamericano Groenlandia 2018
- Suadmericano Brasil 2020
- Mundial Egipto 2021
- Odesur Paraguay 2022
- Sudamericano Brasil 2022
- Mundial Polonia 2023
- Sudamericano Argentina 2024

## Clubes
| Club            | País    | Año         |
| --------------- | ------- | ----------- |
| Scuola Italiana | Uruguay | 2015 - Act. |

## Palmarés

### Selección nacional

#### Campeonato Centro y Sudamericano
- Medalla de bronce en el Campeonato Sudamericano y Centroamericano de Balonmano Masculino de 2020[3]

#### Juegos Suramericanos
- Medalla de bronce en los Juegos Suramericanos de 2022